# Paraba multicolor
Paraba multicolor ist eine südamerikanische Art der Landplanarien. Sie ist die Typusart der Gattung Paraba.

## Merkmale
Paraba multicolor hat einen lanzenförmigen Körper, der beim Kriechen eine Länge von ungefähr 50 Millimetern aufweist. Der Rücken hat eine graphitgraue Grundfärbung, auf der Mittellinie befindet sich eine breite orangegelbe Längsbande, die ca. 30 % der Körperbreite ausmacht. Am Rand der Mittelbande verläuft auf beiden Seiten ein dünner orangeroter Streifen, daneben ein tiefschwarzer Streifen. Im vorderen Bereich befinden sich viele Augen entlang der Körperränder, weiter hinten werden sie weniger zahlreich und verteilen sich auch auf den Rücken.
Der Kopulationsapparat zeigt ein enges weibliches Atrium genitale. Die Testikel liegen rückenseitig und die männliche Geschlechtshöhle wird fast vollständig von der asymmetrischen, permanenten Penispapille ausgefüllt.

## Verbreitung
Paraba multicolor wurde in den brasilianischen Bundesstaaten Rio de Janeiro, São Paulo, Paraná, Santa Catarina und Rio Grande do Sul sowie in der argentinischen Provinz Misiones nachgewiesen. Die Art wurde sowohl in von Menschen veränderter Umwelt als auch in einheimischen Waldgebieten gefunden.
Außerhalb von Südamerika wurde die Art 1934 erstmals in Hamburg nachgewiesen.

## Etymologie
Der Name Paraba leitet sich von der Tupi-Sprache ab, die an der Atlantikküste Brasiliens gesprochen wurde und bedeutet in der deutschen Sprache bunt. Der Name wurde aufgrund der Typusart Paraba multicolor gewählt, die ursprünglich von Ludwig von Graff in der Gattung Geoplana unter dem Namen Geoplana multicolor beschrieben wurde. Multicolor kommt aus dem Lateinischen und bedeutet ebenfalls bunt.